# Turismul în Argentina

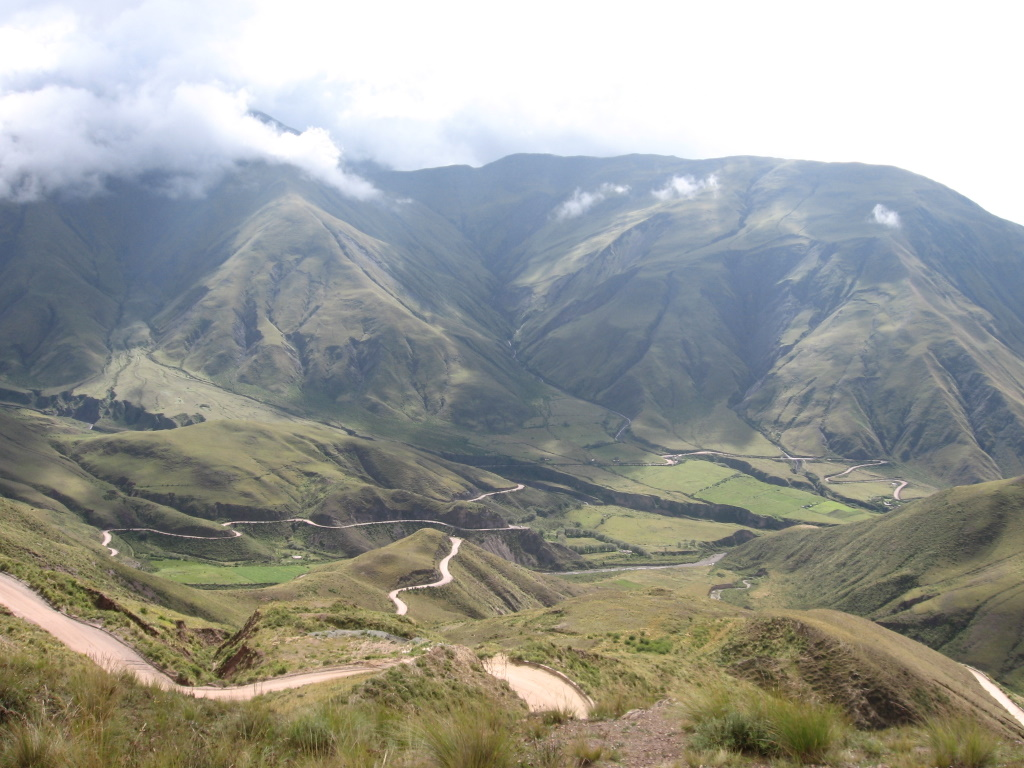
Calchaquí Valley.

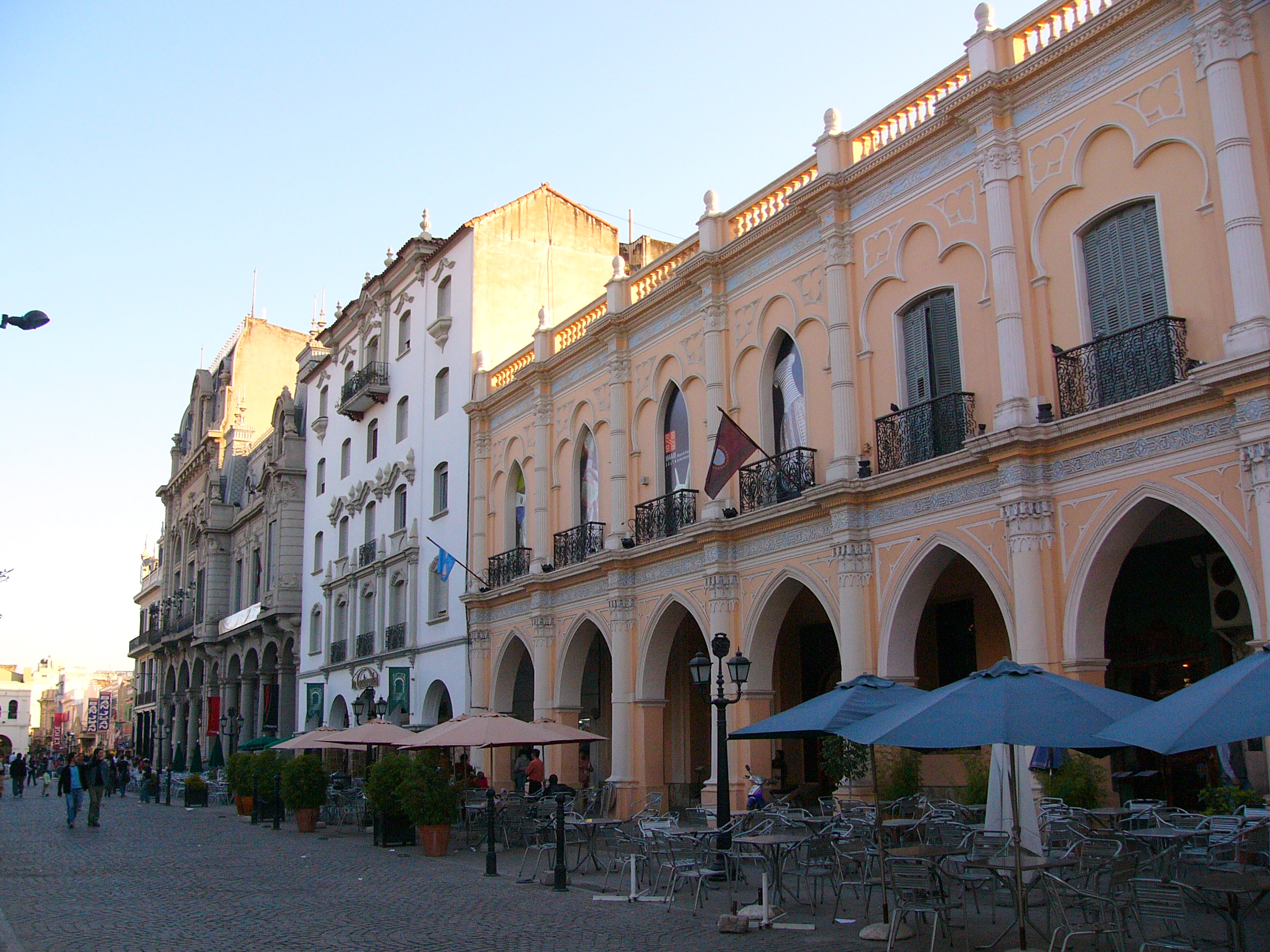
Salta.

Turismul în Argentina este favorizat de condițiile naturale și de cultura bogată a țării.